# Buller om huller
Buller om huller var en vandringsutställning som producerades av den statliga myndigheten Riksutställningar och Länsmuseet Gävleborg med stöd från Statens kulturråd. Konstverken i Buller om huller skapades av konstnärerna Björn Ed och Magnus Lönn. Utställningen riktade sig till skolans yngsta elever – förskola och lågstadium – på temat lek och fantasi och turnerade 1994 till 1997.

## Bakgrund
Buller om huller kan sägas vara en del av Riksutställningars verksamhet med fokus på barn och unga, som startade med vandringsutställningen Upptäcka – uppleva 1966. Utställningen innebar en samverkan mellan Riksutställningar och föreningen Konst i skolan där ungas kreativitet och skapande stod i centrum. Året därpå inleddes ett längre samarbete mellan Riksutställningar och Konst i skolan, vilket resulterade i ett pilotprojekt om barn och konst i slutet på 1970-talet. Riksutställningar ville utveckla utställningsformen som en undervisningsmetod i skolan – utställningsarbete skulle bidra till en ”skapande och kunskapsinhämtande process”.
Ett antal utställningar producerades med verk av samtida, svenska konstnärer, som fick besöka några av landets skolor för att berätta om sig själva och sin konst. Första utställningen var Stenens hjärta med bilder av konstnären Peter Tillberg.
Syftet med pilotprojektet var att öka de ungas intresse för sin egen kreativitet. Bland annat fick eleverna prova på att måla själva med de material och tekniker som den besökande konstnären hade använt sig av, under ledning av en konstpedagog.
Det blev ingen fortsättning på projektet, det blev för dyrt att låta en konstpedagog följa med på turnéerna, ansåg de ansvariga. Däremot fortsatte satsningar på konstutställningar i skolan på andra vis. 1984 startades projektet Kultur i skolan. Riksutställningar – i samarbete med Riksteatern och Rikskonserter – fick tre miljoner kronor av Utbildningsdepartementet för att jobba med kultur i Sveriges skolor under ett antal år.
Resultatet blev bland annat bildprojektet Svar på konst och vandringsutställningen Drömtåget, som under tre år besökte 68 av Sveriges kommuner och hade 50 000 besökare.
I satsningen på Kultur i skolan producerades också vandringsutställningen Buller om huller. Det skedde i samarbete med Länsmuseet Gävleborg, som i mars 1994 vände sig till Riksutställningar för att få hjälp med turnéläggning, transporter och finansiering av trycksaker. Museet sökte också ekonomiskt stöd från Riksutställningar för att konstnärerna Björn Ed och Magnus Lönn skulle kunna introducera utställningen på varje visningsort.
Förslaget från Länsmuseet Gävleborg sammanföll med planen hos Riksutställningar att producera en utställning som skulle heta ABSe!, i samarbete med Magnus Lönn. Många av idéerna i ABSe! påminde mycket om upplägget i Buller om huller.

## Tema
Buller om huller vände sig till barn från treårsåldern till och med lågstadiet, med syfte att ”levandegöra språkets oändliga möjligheter till lek och fantasteri”. Utställningen hade som målsättning att vara en korsning mellan språk, skulptur och bild för att ge barn en utökad bild av språkets potential. Barnen uppmanades ha en lätt anarkistisk inställning till språk för att kunna utforska den lustfyllda och lekfyllda sidan hos det. På så vis skulle utställningen bidra till att ge de unga besökarna ett större mod och tilltro till sig själva i sin hantering av ord och bokstäver.

Så här lät programförklaringen i början av utställningskatalogen:
/../I bråkstavsutställningen möter vi alfabetet. Bokstäverna och orden blir möbler, skulpturer och bilder. Vad finns mellan orden? Vem bor bakom dörren D? Vad händer när JA möter NEJ? Kan ordet GÅ verkligen gå? Sätt dig på pallen P, prata och se!

## Produktion
Buller om huller beskrevs som ”en utställning i gränslandet mellan skulptur och språk”, men även ”ett mellanting mellan föreställning och utställning”. Utställningens innehåll avspeglades i det fullständiga namnet: Buller om huller – bråkstavsutställning för barn och alla undra.
Här fanns en mängd föremål som skulle inspirera barnen till att, bokstavligen, producera sina egna bokstavsbyggen. Till sin hjälp hade de unga utställningsbesökarna olika varianter av bokstavsskulpturer, rebusar, pallar, vagnar och en bokstavsteater. Här fanns möbler som i sig själva var delar av språket, bland annat en stol som genom sin utformning bildade ordet ”stol”. Barnen uppmanades undersöka och upptäcka hur orden användes och hur de var sammansatta, och även ifrågasätta det för många självklara – hur ser egentligen bokstaven ut mellan F och G? Hur ser bokstaven ut som finns mellan A och B?
Barnen kunde använda de här föremålen för att spela upp små föreställningar, tillsammans med konstnärer och animatörer.

Utställningskatalogen berättar:
I utställningen finns en bokstavsteater. Hyllorna är fyllda med bokstäver, funna på gatan eller i skogen av uppmärksamma ögon eller tillverkade i trä. Somliga bokstäver har leder och är rörliga, så att de kan gå och dansa, för i språket finns redan rörelsen, energin och viljan att nå varandra. Att hålla i bokstäverna förstärker det lustfyllda och konkreta. Det är lättare att BEGRIPA det man kan GRIPA om.
Idén till Buller om huller kom från Magnus Lönn och Björn Ed, som också konstruerade och tillverkade utställningens bokstavsföremål i egna ateljér. Magnus Lönn var skådespelare vid Byteatern i Kalmar och Björn Ed jobbade som utställningsmakare. Deras gemensamma intresse var att experimentera med ord och ”vilda” bokstäver och göra skulpturer och möbler av dem.

### Bokstavs-”olydnad”
Utställningens målsättning var att avdramatisera språket en smula, för att barn skulle kunna närma sig bokstäver och ord på ett lekfullt och kreativt vis. En av utställningsrubrikerna var ”Skriv som du hittar”. Syftet hos skaparna av utställningar var att visa hur roligt språket kunde bli om den som använde det vågade vara ”lite ’olydig’ mot språkets regler och konventioner” berättar boken Kultur i rörelse – en historia om Riksutställningar och kulturpolitiken.

Så här framställdes projektets syfte och målgrupp i projektbeskrivningen:
Att för barn i bokstavsåldern (från ca 3 år och uppåt) levandegöra språkets oändliga möjligheter till lek och fantasteri. Där i gränslandet mellan språk, skulptur och bild vill vi göra vår utställning och för barnen gestalta hur vackra, roliga och uttrycksfulla bokstäver och ord kan bli om man inte bara är lydig och följer språkets konventioner.
Ur utställningskatalogen:
Det är nog så viktigt att lära sig skriva rätt och stava rätt, men lika viktigt att vara respektlös mot språket och alla dess befallande konventioner.
Exempel på det lekfulla anslaget var utställningens frågor till besökaren, bland annat: ”Kan ordet ’balans’ gå på lina utan att ramla ner?”. Eller: ”Kan man själv se ut som ett ’G’?”
Samproducenterna Länsmuseet i Gävleborgs län och Riksutställningar delade på jobbet som krävdes för att utställningen skulle bli gjord och visad. Länsmuseet i Gävleborgs län samarbetade med utställningens konstnärliga upphovsmän, Björn Ed och Magnus Lönn, för att se till att utställningen producerades och arrangerades för premiärvisning i Gävle, 1994-09-11.
Riksutställningar skulle bland annat: 
- – producera en handledning i samarbete med Magnus Lönn.
- – se till att affischer och kort till utställningen blev tryckta.
- – ordna emballagelådor för att packa utställningen i när den skulle på turné.
- – svara för distribution, turnéläggning och överenskommelser med konstnärerna Björn Ed och Magnus Lönn om resa och arvode för tre dagar på varje visningsort

Affischen som planerades skulle tryckas i 1 000 exemplar med måtten 50 gånger 70 centimeter. Själva utställningen krävde en yta på cirka 100 kvadratmeter och var möjlig att dela upp på flera rum. Den fraktades under turnén i 12 lådor med en sammanlagd volym på 15 kubikmeter.

### Produktionsgruppen
- Idé och form: Björn Ed, Magnus Lönn.[24]
- Produktion: Länsmuseet Gävleborg och Riksutställningar med stöd från Statens kulturråd.[25]
- Producent: Inger Hammer.[24]
- Projektledare: Anna Westholm för Länsmuseet Gävleborg, Inger Hammer för Riksutställningar.
- Snickerier och målning: Björn Ed, Magnus Lönn, Eva Lisa Ed, Birgitta Eriksson, Sten Lindgren.
- Affisch: Björn Ed, Magnus Lönn.
- Katalog: Björn Ed, Inger Hammer, Magnus Lönn.
- Information: Berit Nygård, Riksutställningar.
- Turnéansvarig: Birgitta Nåsby, Riksutställningar.
- Ansvarig museipedagog i Gävle: Anna Ehn.[25]
- Samarbetspartners: Länsmuseet Gävleborg, Statens kulturråd.[24]

### Verkförteckning
1. Kroppsalfabete, Magnus Lönn.
2. Rubriken Buller om huller (13 bokstäver), Björn Ed, Magnus Lönn.
3. Originalaffisch, Magnus Lönn.
4. Bokstäver i fönster nr 1, Björn Ed, Magnus Lönn.
5. Skogs-v:n (skulptur), Björn Ed.
6. Portalalfabete (hyllor plus 28 skulpturer), Björn Ed.
7. Kroppstäver (28 små bilder), Magnus Lönn.
8. Vinkelstäver (7 skulpturer och socklar), Magnus Lönn.
9. Lapptecken (målning), Magnus Lönn.
10. Skrift är handens röst (målning), Magnus Lönn.
11. Nifkeyn (målning), Magnus Lönn.
12. Ordmöbler (stol plus bord), Magnus Lönn.
13. Till Björn (skulptur), Magnus Lönn.
14. Hylla H (skulptur), Magnus Lönn.
15. O-samling (skulpturdelar), Magnus Lönn.
16. Onkel Kånkel (skulptur plus sockel), Magnus Lönn .
17. Anders(relief på väggen), Magnus Lönn .
18. Fyra ”gamla” bokstäver i fönster, Magnus Lönn, Björn Ed.
19. Dikt på fyra hyllrader (antal: 83), Magnus Lönn).
20. Stenlåda med bokstäver i sten (antal: 11), Magnus Lönn.
21. L-fell-tornet på sockel, Magnus Lönn.
22. Kärlek (rum mellan rum, antal: 9), Magnus Lönn.
23. Stäver utan bok A-N (antal: 14), Magnus Lönn.
24. Förvandling, Magnus Lönn.
25. Skogsalfabete, Björn Ed.
26. Mellanstäver (antal: 27), Magnus Lönn.
27. Tobias (träskulptur), Björn Ed.
28. Ralph, Björn Ed.
29. K-onst-ruktion (skulptur), Magnus Lönn.
30. Ol-i-ka (skulptur, antal: 16), Magnus Lönn.
31. Häst (skulptur, antal: 2), Björn Ed.
32. Bokstavspallar (antal: 49), Björn Ed.
33. Ordvagnar (antal: 8), Björn Ed.
34. ABC-bilar (antal: 14), Björn Ed.
35. Rebus-stäver (bänkar, antal: 3), Björn Ed.
36. Hylla, 42 delar, Magnus Lönn.
37. Till Staffan (skulptur), Magnus Lönn.
38. Till Johan (skulptur), Magnus Lönn.
39. Y-skog, Björn Ed.
40. Magnusiska (målning), Magnus Lönn.[26]

## Turné
Buller om huller turnerade i Sverige från premiärdagen 11 september 1994 i Gävle till 1997. Här följer några av de orter som besöktes:

### 1994
- Gävle, Länsmuseet Gävleborg 11/9-27/11.[15][18]

### 1995
- Landskrona, Landskrona museum 22/1-5/3.
- Kalmar, Byteatern 20/3-28/5.
- Luleå, Norrbottens museum 9/9-22/10.[3]

### 1996
- Göteborg, Röhsska konstslöjdsmuseet 4/11-8/1
- Halmstad, Museet i Halmstad 28/1-25/2.
- Kristianstad, Kristianstads läns museum 3/3-8/4
- Stockholm, Kulturhuset i Stockholm 18/4-12/6.
- Borlänge, Framtidsmuseet 29/6-18/8.
- Skara, Skaraborgs länsmuseum 31/8-22/9.
- Umeå, Bildmuseet 26/10-15/12.[3]

### 1997
- Uddevalla, Bohusläns museum  21/1-2/3.
- Uppsala, Upplandsmuseet 14/3-20/4.[3]

28 april 1997 fattades beslut om nedläggning och upplösning av utställningen Huller om buller. Konstverken som ingick återlämnades till upphovsmännen Magnus Lönn och Björn Ed.

## Reaktioner
Anna Ehn, museipedagog vid Länsmuseet Gävleborg, beskrev sina upplevelser av och genom Buller om huller på det här viset i ett pressmeddelande, 1994-10-25:
/.../Under den månad som gått av utställningstiden har vi i Gävle visat runt över tusen barn och deras lärare. Över tusen har redan bokat in sig på tiden som är kvar – hittills! Det börjar bli trångt med tider, och själva är vi fulla av bokstavsramsor och muntramsor, men roligt är det! Våra rum är fyllda av bråkstäver, mellanstäver, spretiga skogs-v:n, färgstarka och smala vinkelstäver./.../Det blir många funderingar kring orden som man kan läsa både från höger till vänster och nerifrån och upp. Namn blir skulpturer, ett korsord, ett porträtt. Bakom bokstavsfönster finns mystiska föremål som associerar till respektive bokstav på ett klurigt sätt – och inget är fel! Vem har tänkt på att gardinstångsringarna är ”Q”:n, slangbellan ett ”Y” och solglasögon ett ”B”? Och tänk, hela alfabetet upphittat ute på trottoaren!

## Ekonomi
Ett tidigt budgetförslag från Länsmuseet Gävleborgs (1993-11-30) beräknade totalkostnaden för Buller om huller till 363 000 kronor. När Riksutställningar räknade på vad utställningen skulle komma att kosta den egna myndigheten (1994-05-18) blev resultatet totalsumman 105 000 kronor. Produktion: 81 000 kronor, distribution: 24 000 kronor.
Budgeten för 1995 till 1996 var satt till 75 000 kronor för Buller om huller.
Hyran för den lokala utställaren uppgavs i information och turnéplaner till 15 000 kronor för en månad. I priset ingick handledningar, vykort, affischer, försäkring, transporter, montering och lärarvisning av Björn Ed eller Magnus Lönn.